# أوركسترا دوبروفنيك السيمفونية
أوركسترا دوبروفنيك السيمفونية (بالكرواتية: Dubrovački simfonijski orkestar)‏ هي أوركسترا موسيقية محترفة من مدينة دوبروفنيك في كرواتيا والممثل الموسيقي الرئيسي لمنطقة دوبروفنيك. تأسست في عهد جمهورية دوبروفنيك السابقة (راجوسا آنذاك). 
تكونت في 25 أغسطس 1925 تحت اسم أوركسترا دوبروفنيك الفيلهارمونية. وأقيم الحفل السيمفوني الأول في مسرح مارين دريتش تحت قيادة القائد البولندي تاديوش سيجيتينسكي، الذي صار لاحقا قائدا لأوبرا وارسو.
على مر السنين غيرت الأوركسترا اسمها عدة مرات. في عام 1946 أخذت اسم أوركسترا مدينة دوبروفنيك . في عام 1992، بدأت العمل بشكل منتظم في مهرجان دوبروفنيك الصيفي وغيرت اسمها إلى أوركسترا مهرجان دوبروفنيك. وتم اعتماد الاسم الحالي في عام 1995.

## روابط خارجية
- الموقع الرسمي